# فراس طالب
فراس طالب (10 مايو 1977 الأردن - ) هو لاعب كرة قدم أردني، يلعب كحارس مرمى.

## مسيرته

### مسيرته مع المنتخبات الوطنية
- 2003 - 2003 لعب مع منتخب الأردن لكرة القدم 3 مباريات.

## روابط خارجية
- فراس طالب على موقع قاعدة بيانات كرة القدم.إي يو (الإنجليزية)